# Marcello Mastroianni
Marcello Mastroianni (Fontana Liri, 1924. szeptember 28. – Párizs, 1996. december 19.) kétszeres BAFTA-díjas és Golden Globe-díjas olasz színész, az egyetemes filmművészet egyik legismertebb alakja. Eredeti neve: Marcello Vincenzo Domenico Mastroianni. Sokoldalú jellemábrázoló volt, aki a legkülönbözőbb műfajokban bizonyította kivételes tehetségét, és harmonikusan dolgozott együtt a legeltérőbb stílusú és temperamentumú rendezőkkel. A nők évtizedeken át a sármos szívtiprót látták benne, de ő cáfolni igyekezett ezt a róla kialakult, hamis képet. Öccse Ruggero Mastroianni vágó.

## A kezdetek
Arról, hogy hogyan lett színész az alábbiakat mesélte:

„… a Rank Film római irodájában dolgoztam mint könyvelő, öt nővel, akik helyettem is végezték a munkát... Én azzal töltöttem a napokat, hogy verseket olvastam, fennhangon. Egyszer az egyik hölgy így szólt: „A sógorom az egyetemi színházban játszik. Ha akarja, szólok neki az ön érdekében!” „Miért ne?” — feleltem. Az életem szürke volt és pénztelen. Havonta 28 ezer lírát kerestem, amely teljes egészében a beteg apám gyógyszerére ment el. Mozi, kiruccanás sohasem, legfeljebb időnként egy parti biliárd. A színház olyan fényűzés volt, hogy arra gondolni sem mertem. Ugyanígy az egyetemre sem. Azért iratkoztam be a közgazdasági és kereskedelmi karra, hogy a színművészeti előadásokat látogassam ott. Ez tetszett. A játék feltüzelte bennem a komédiást. Két évig játszottam, míg egy napon teljesen véletlenül Luchino Visconti észrevett. Magához hívatott. Egy magamfajta fiatalemberre volt szüksége következő filmjéhez. „Mennyiért?” — kérdeztem. „Kétezerötszáz líra naponta” — felelte Visconti. Ami 75 ezer lírát jelent havonta. Nagy ég! Azonnal otthagytam a Rank társaságot, de minderről hónapokon át egy szót sem szóltam az anyámnak. Reggelenként úgy jöttem el otthonról, mintha a hivatalba mennék. Bátorság kellett ahhoz, hogy megmondjam az igazat. Még ma is azt tartja: „Egy jó kis hivatal biztonságosabb lenne!” Meg van győződve arról, ha a vasútnál kezdtem volna, ma már állomásfőnök lennék, és ez ingyen jegyeket jelentene az egész család számára... Sosem mélyedtem bele a munkába, inkább szerencsém volt.”

Marcello Mastroiannit édesanyja vasutasnak szánta, de ő végül tervezőépítésznek kezdett tanulni a római La Sapienza Egyetemen. Szívesen maradt is volna ezen a pályán, de egy színjátszó csoportban megannyi tehetség sasszemű felfedezője, Luchino Visconti felfigyelt rá. (Ebben a színjátszó körben egy bizonyos Giulietta Masina is részt vett.) Marcello a színészi stúdiumok elvégzése után színházban kezdett dolgozni Visconti irányítása alatt. Mind a klasszikusok, mind a modern drámaírók színdarabjaiban otthon érezte magát. Mint később elmondta, a színészet számára egyfajta rejtőzködést jelentett, annak lehetőségét, hogy önnön lényét elrejtve más, érdekesebbnek tűnő emberek bőrébe bújjon. Mindig kerülni igyekezett a szerepekben való előzetes – és főleg túlzott – elmélyedést, hogy játéka a pillanatnyi szituációnak megfelelően spontán, hiteles, eszköztelen legyen. Éppen ezért többnyire a szövegeit sem tanulta meg előre. Hasonló felfogást vallott Ugo Tognazzi is, és talán nem véletlen, hogy mindketten az olasz filmipar sokat foglalkoztatott állócsillagai lettek.

## Első lépések a filmvilágban

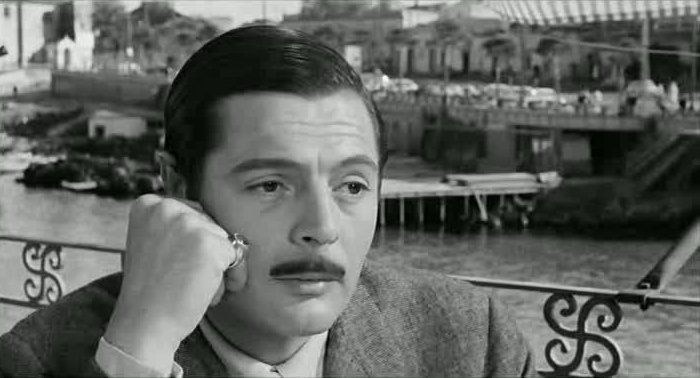
A Válás olasz módra című filmben

Már az 1930-as években kapott statisztaszerepeket a filmvilágban, de a komolyabb lehetőségek a háború után következtek. Riccardo Freda A nyomorultak (1948) és Luciano Emmer Augusztusi vasárnap (1950) című munkáiban játszott kis szerepei keltették fel a figyelmét a szakma ismertebb alkotóinak, akik eleinte hasonló szerepkörben – bátortalan, de rokonszenves ifjú – kezdték foglalkoztatni. A tapasztalt rendezők – Mario Monicelli, Steno, Alessandro Blasetti, Carlo Lizzani, Giuseppe De Santis – azonban hamar felismerték, hogy Mastroianni tehetsége lényegesen sokoldalúbb annál, hogy csupán ugyanazt a típust játssza filmről filmre. A fordulatot ismét Visconti ajánlata jelentette számára: a Dosztojevszkij-mű nyomán készült Fehér éjszakákban (1957) Marcello egy zárkózott, befelé forduló fiatalembert alakított. Monicelli a Palimadarakban (1958) egy pitiáner tolvaj figuráját játszatta el vele. Szerepei ettől kezdve mind színesebbé és árnyaltabbá váltak, filmjei műfaji skálája pedig kiszélesedett: az 1960-as évek legelején már olyan művekben nyújtott kiemelkedő alakításokat, mint Mauro Bolognini A szép Antonio, Antonio Pietrangeli Adua és társnői, Pietro Germi Válás olasz módra, Elio Petri A gyilkos és Michelangelo Antonioni Az éjszaka című filmtörténeti jelentőségű munkái. Antonioninál Giovannit, az írót alakította, akinek belső, morális válsága egybeesik házasságának kihűlésével: a figura sajátos rokonságot mutat az újságíró Marcellóval, akit szinte ugyanekkor játszott el Federico Fellini az Édes élet (1960) című alkotásában.

## Az alteregó
Mastroianni és Fellini neve elválaszthatatlan egymástól, noha Marcello más rendezőkkel is forgatott ugyanannyi vagy még több filmet. Ráadásul a színész cáfolta azt az elterjedt vélekedést, hogy kettőjük között valamiféle „lelki rokonság” állt volna fenn. Szerinte egyszerűen arról volt szó, hogy szívesen dolgoztak együtt, mivel a színész teljesen rábízta magát a neves rendezőre, soha nem zaklatta őt a szerepeire vonatkozó kérdésekkel, mert Fellini állítólag egyébként sem szeretett ilyen irányú kérdésekre válaszolni. Filmtörténeti anekdota, hogy amikor Mastroianni az Édes élet forgatókönyve iránt érdeklődött, Fellini válaszul egy rajzot mutatott neki. Ezen a főszereplő volt látható egy csónakban: a férfinak a tenger fenekéig érő pénisze körül szirének úszkáltak. A sztori egyik változata szerint Marcello elpirult, és soha többet nem kért forgatókönyvet Fellinitől, más változat szerint viszont jól megnézte a rajzot, és közölte, hogy érdekesnek találja a szerepet. Ami biztos, hogy barátok lettek, noha a magánéletben szinte alig találkoztak. Az Édes élethez Fellini azért őt választotta, mert egy teljesen hétköznapi, de mégis megnyerő arcra volt szüksége. 
Mastroianni remekül alakította a három nő között csapongó, tehetséges, de az életét mégis léhaságokkal eltékozló újságíró szerepét. Teljesen nyilvánvaló, hogy Fellini önvallomásában, a 8 és ½-ben játszott rendező szerep adott igazán alapot a színész és rendező közti „lelki rokonság”-gal kapcsolatos feltevésekre. A Mastroianni által megformált Guido bizonyos szempontból az Édes élet-beli Marcello „rokona”, de míg az újságíró csak hitegeti önmagát egy majdan megírandó nagy regénnyel, addig Guido az alkotás folyamatában van, noha ezzel kapcsolatban is válságba kerül. A Fellini-Róma című különleges esszéfilmben Mastroianni önmagát alakítva, csupán villanásnyira tűnik fel, ráadásul ezt a képsort a nem olasz változatokból ki is vágták. Következő közös munkájuk A nők városa (1980) volt. Ebben a színész mintha megint kicsit a rendezőt játszotta volna: egy Snaporaz nevű férfit, aki egész életében a nők titkát kutatta, és minden fantáziáját kivetítette rájuk. Maga Mastroianni – megcáfolva nőimádó, „latin szerető” hírét – egy cseppet sem lelkesedett, amikor nők tömegén kellett keresztülvágnia magát ahhoz, hogy bejusson a forgatásra a Cinecittàba. (A sors iróniája, hogy a kész filmet aztán éppen a nők részéről érte rengeteg támadás.) 
A Ginger és Fred (1986) esetében Marcello még dús haja megritkítására is hajlandó volt, hogy az általa játszott figura esendőségét még jobban érzékeltesse. Noha tudott szteppelni, Fellini kérésére a valós tudásánál gyengébben táncolt a filmben, melyet már csak azért is szívesen vállalt, hogy végre együtt dolgozhasson Giulietta Masinával, akivel addig sosem játszott filmen. Fellinivel közös utolsó filmjük az Interjú (1987) volt: ennek egyik epizódjában a rendező és a színész fölkeresik a meghízott és megöregedett Anita Ekberget, és együtt újra megnézik az Édes élet híres fürdőzési jelenetét. Az improvizatív ötletből a filmtörténet egyik legszebb képsora lett, méltó lezárása két nagy művész együttműködésének.

## De Sica, Ferreri, Scola

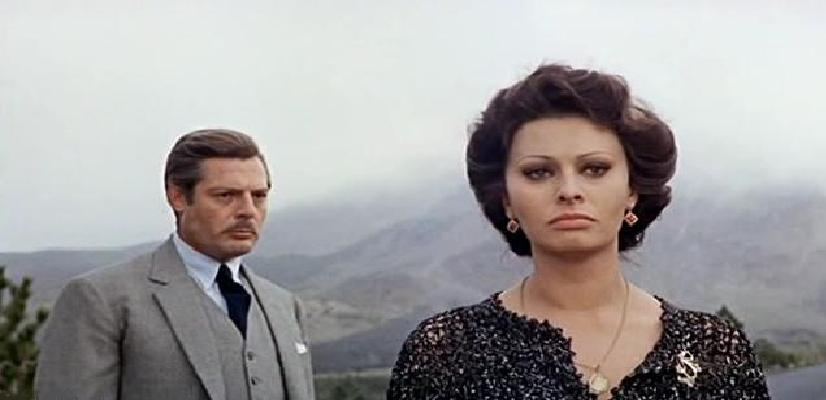
Sophia Lorennel a Házasság olasz módra című filmben

Fellini mellett Mastroianni más kiváló rendezőkkel is szoros munkatársi-baráti kapcsolatokat ápolt. Közülük Vittorio De Sica, Marco Ferreri és Ettore Scola nevét kell kiemelni. De Sica parádés szerepeket biztosított számára Sophia Loren partnereként: elsősorban nekik köszönhetően emlékezetes mind a mai napig a Tegnap, ma, holnap (1963), a Házasság olasz módra (1964) és a Napraforgó (1970), melyek közül főleg az első kettő komoly elismeréseket hozott mindhárom művész számára. Marco Ferreri provokatív alkotásaiban Mastroianni művészete újabb színeit mutathatta meg: közös munkáik közül az álszent felháborodást kiváltott A nagy zabálás (1973), a Ne nyúlj a fehér nőhöz! (1974), az utopisztikus Szia, majom! (1978) és a Piera története (1983) a legjelentősebbek. Érdekes, egymástól merőben eltérő jellemű szereplőket keltett életre Ettore Scola filmjeiben is. Az örök vesztes, Rocco Papaleoban (1971) kicsit a korai filmjeiből ismert naiv, mindenki által kihasznált kisembert alakította, a Mussolini-érában játszódó Egy különleges napban (1977) egy homoszexuális férfit, akit kitaszított, munkájától is megfosztott a fasiszta rezsim és akibe – a meleg férfi deportálását megelőző napon – kétségbeesett vergődéssel beleszeretett a vele egy házban lakó, sokgyermekes anya (megint a kiváló Sophia Loren), akit a férje alázott meg. A teraszban (1980) Vittorio Gassman és Ugo Tognazzi mellett brillírozott, A postakocsiban (1982) pedig az idős Casanovát formálta meg. Ezt a szerepet különösen kedvelte, többek között azért, mert alakításával látványosan cáfolhatta a róla mint magánemberről kialakult szívtipró képét is. Casanováját egyfajta mélabú jellemzi, vágyódás a tovatűnt ifjúság után, menekülés egy olyan világ elől, amelybe már nem tud beilleszkedni.

## További gyöngyszemek
Alessandro Blasetti Én, én, én… és a többiek (1965) című filmjében egy újságírót alakított, aki az olasz társadalom különböző személyiségeivel találkozik. Érdekes alkotás volt Elio Petri sci-fije, A tizedik áldozat (1965), amelyben a szépséges Ursula Andress volt a partnere. A film témája később olyan híres alkotásokban köszönt vissza, mint A kockázat ára (Yves Boisset), A menekülő ember (Paul Michael Glaser) és a Tökéletes célpont (John Woo). Örömmel vállalta Mersault szerepét Luchino Visconti Albert Camus-adaptációjában, a Közönyben (1967). A filmváltozattal kapcsolatban Camus özvegye számos előzetes kikötést tett, de Mastroiannit elfogadta a szerepre. A lelkes Marcello anyagilag is támogatta a produkció megszületését. Alakítását azonban sokan fanyalogva fogadták, mondván, hogy az eredetileg kiszemelt Alain Delonhoz jobban illett volna ez a szerep. John Boorman Az utolsó Leó (1970) és Roman Polański Micsoda? (1972) című filmjei inkább az érdekes, semmint a sikeres szerepei közül valók. A Taviani fivérek Allonsanfan (1973) című drámájában egy meghasonlott és árulóvá lett forradalmárt alakított. Fontos szerepet játszott Elio Petri Todo modo (1976) című politikai allegóriájában is, továbbá részese volt Luigi Comencini sztárparádéjának a Forgalmi dugóban (1979). Az 1980-as években sem csökkent a munkatempója: eljátszotta például a híres riporter, a fasiszta érzelműből baloldalivá lett Curzio Malaparte figuráját Liliana Cavani A bőr (1981) című történelmi drámájában. Marco Bellocchio Luigi Pirandello-megfilmesítésében, a IV. Henrikben (1984) a címszerepet alakította. Pirandello egy másik művén alapul Mario Monicelli filmje, a Mattia Pascal két élete. Nem volt idegen Mastroiannitól a görög Theo Angelopoulos világa sem: A méhész (1986) címszerepében éppúgy a múltat kutatta, mint A gólya függő lépése (1991) című dráma egykori politikusaként. Pályáján nem volt jelentős állomás, de egy magyar lexikonban mégis muszáj megemlékezni Sándor Pál Miss Arizona (1988) című munkájáról. Egy magyar kritikus szerint egyébként a film kudarcának egyik oka az volt, hogy Marcello és partnernője, Hanna Schygulla merőben más eszközökkel dolgozó, össze nem illő művészek. Ezt a véleményt azonban cáfolja, hogy ugyanők nagyon is összepasszoltak Ferreri már említett filmjében, a Piera történetében. Mastroianni kitűnő alakítást nyújtott mint kisiklott életű, öreg alkoholista a Fekete szemek című Nyikita Mihalkov-műben. Az 1990-es években a fiatal olasz rendezők (Francesca Archibugi: Estefelé, Giuseppe Tornatore: Mindenki jól van) munkái mellett emlékezetes jelenése volt Bertrand Blier Ipi-apacs, egy, kettő, három (1993) és Maria Luisa Bemberg Erről nem beszélünk (1993) című opuszaiban. Nem hagyható említés nélkül utolsó közös filmje Sophia Lorennel: Robert Altman Divatdiktátorok (1994) című alkotásának egyik epizódjában ironikusan idézik fel három évtizeddel korábbi sikerfilmjük, a Tegnap, ma, holnap sztriptízjelenetét.

## A „latin szerető”
„Nem tetszem magamnak, sohasem tetszettem. Külsőleg sem. Ez a rövid orr, ez a húsos száj. Nekem a sasorrú, vékony ajkú emberek tetszenek, az erős, határozott vonásúak. Bennem semmi sem erős, határozott. Én aranyos vagyok, és a férfi ne legyen aranyos. De ami a legrosszabb, belülről sem tetszem magamnak.”

– Mastroianni interjú Oriana Fallacinak

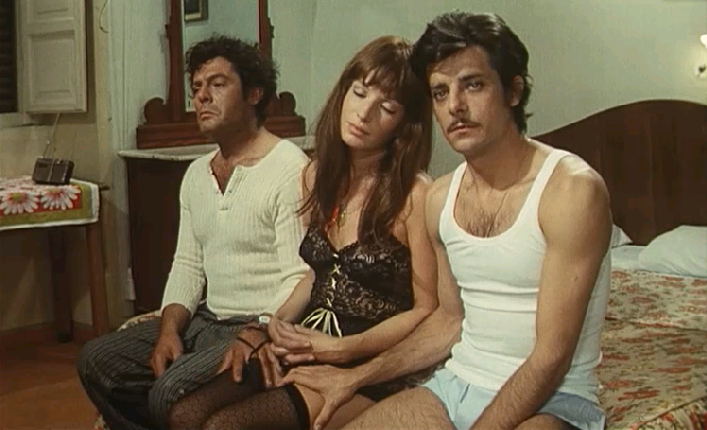
A Féltékenységi dráma című filmben Giancarlo Gianninivel és Monica Vittivel

Mastroiannit évtizedeken át a „latin szerető” (angolul: latin lover) megtestesítőjeként emlegette a bulvársajtó, a színész pedig hasztalan próbálta cáfolni a róla kialakult Casanova-képet. Az tény, hogy nem volt a hűséges férj mintaképe: 1948-ban nőül vette ugyan Flora Carabella színésznőt, akitől Barbara nevű lánya is született. Noha nem váltak el, feleségén kívül még számos nőhöz fűzte hosszabb-rövidebb életű viszony. Ő maga igazi úriemberként soha nem mesélt nőügyeiről, néhány hírességhez fűződő érzelmi kapcsolata azonban ismertté vált. Kamaszkorának nagy szerelme volt Silvana Mangano, aki később híres színésznő lett. Vittorio De Sica Szeretők (1968) című filmjének forgatásán beleszeretett amerikai partnernőjébe, Faye Dunawaybe. (Ironikus, hogy a kész filmet azzal vágta le a kritika, hogy a vásznon túl hideg és távolságtartó a két színész kapcsolata). Dunaway a közös életet tervezgette gyerekekkel egyetemben, ám amikor Mastroianni végül kibökte, hogy Faye kedvéért sem kíván elválni feleségétől, a temperamentumos színésznő kirakta a férfi szűrét. Másik híres kapcsolata Catherine Deneuve színésznőhöz fűzte (1971–1974), akitől 1972-ben lánya született, az azóta szintén színésznővé érett Chiara Mastroianni. Marcello mindig visszautasította azokat a pletykákat, hogy nem csak szakmai barátság kötötte Sophia Lorenhez. Azt a híresztelést pedig maga Fellini cáfolta, hogy Mastroianninak testi kapcsolata lett volna híres partnernőjével, Anita Ekberggel: a rendező szerint Marcello a vékony, légies nőket kedvelte, ráadásul megszokta, hogy körülrajongják a nők, miközben Ekberg ugyanehhez szokott a férfiak részéről. 
Marcello utolsó éveinek társa, Anna Maria Tatò rendezőnő 1997-ben dokumentumfilmet forgatott a színészről. Mastroianni még látta az anyagot, a címet is ő választotta: Marcello Mastroianni: emlékszem, igen, emlékszem. A művész hasnyálmirigyrákban hunyt el. Róma főpolgármestere a Trevi-kutat fekete drapériával vonatta be.

## Magyarul megjelent művei
- Emlékszem, igen, emlékszem; szöveggond. Francesco Tato, ford. Zalán Magda; Tertia, Budapest, 2000

## Filmjei
- 1939: Marionette
- 1942: Una storia d’amore
- 1944: A gyermekek figyelnek bennünket (I bambini ci guardano) (nincs feltüntetve a stáblistán)
- 1948: Vertigine d’amore
- 1948: A nyomorultak (I miserabili)
- 1949: Vent’anni
- 1950: Contro la legge
- 1950: Augusztusi vasárnap (Domenica d'agosto)
- 1950: Kutyaélet (Vita da cani) (Marcello Mastrojanni néven)
- 1950: Cuori sul mare
- 1951: Atto d’accusa
- 1951: Öt város meséje - Útlevél Keletre (Passaporto per l'oriente)
- 1951: Parigi è sempre Parigi
- 1952: Penne nere
- 1952: L’eterna catena
- 1952: Sensualità
- 1952: A római lányok (Le ragazze di piazza di Spagna)
- 1952: Tragico ritorno
- 1952: La muta di Portici
- 1953: Il viale della speranza
- 1953: La valigia dei sogni
- 1953: Lulù
- 1953: Febbre di vivere
- 1953: A vasárnap hősei (Gli eroi della domenica)
- 1953: Non è mai troppo tardi
- 1954: La principessa delle Canarie
- 1954 Schiava del peccato
- 1954: Szegény szerelmesek krónikája (Cronache di poveri amanti)
- 1954: Tempi nostri
- 1954: A szerelem napjai (Giorni d'amore)
- 1954: Casa Ricordi
- 1954: Peccato che sia una canaglia
- 1955: Tam tam mayumbe
- 1955: La bella mugnaia
- 1956: La Fortuna di essere donna
- 1957: A bigámista (Il bigamo)
- 1957: Il medico e lo stregone
- 1957: Apák és fiúk (Padri e figli)
- 1957: Il momento più bello
- 1957: La ragazza della salina
- 1957: Fehér éjszakák (Le notti bianche)
- 1958: Nyári történetek (Racconti d'estate)
- 1958: Amore e guai
- 1958: Palimadarak (I soliti ignoti)
- 1959: A csinos férj (Il nemico di mia moglie)
- 1959: Un ettaro di cielo
- 1959: La legge
- 1959: Mindenki ártatlan (Tutti innamorati)
- 1959: Ferdinando I. re di Napoli
- 1960: Adua és társnői (Adua e le compagne)
- 1960: Az édes élet (La dolce vita)
- 1961: A szép Antonio (Il bell'Antonio)
- 1961: Fantasmi a Roma
- 1961: Az éjszaka (La notte)
- 1961: A gyilkos (L’assassino)
- 1961: Válás olasz módra (Divorzio all’italiana)
- 1962: Magánélet (Vie privée)
- 1962: Cronaca familiare
- 1963: 8 és ½ (8½)
- 1963: Elvtársak (I compagni)
- 1963: Tegnap, ma, holnap (Ieri, oggi, domani)
- 1964: Házasság olasz módra (Matrimonio all'italiana)
- 1965: Ma, holnap, holnapután (Oggi, domani, dopodomani: a L’uomo dei 5 palloni, a L’ora di punta és a La moglie bionda című epizódokban)
- 1965: L’uomo dei cinque palloni
- 1965: Én, én, én… és a többiek (Io, io, io… e gli altri)
- 1965: Casanova ’70
- 1965: A tizedik áldozat (La decima vittima)
- 1966: A mák virága is virág (Poppies Are Also Flowers)
- 1966: Spara forte, più forte, non capisco
- 1967: Közöny (Lo straniero)
- 1968: Questi fantasmi (nincs feltüntetve a stáblistán)
- 1968: Szeretők (Amanti)
- 1968: Gyémántok reggelire (Diamonds for Breakfast)
- 1970: Giochi particolari
- 1970: Féltékenységi dráma (Dramma della gelosia – tutti i particolari in cronaca)
- 1970: Napraforgó (I girasoli)
- 1970: Az utolsó Leó (Leo the Last)
- 1971: Correva l’anno di grazia 1870 (tévéfilm)
- 1971: Az örök vesztes, Rocco Papaleo (Permette? Rocco Papaleo)
- 1971: Afrikai Scipio (Scipione detto anche l’africano)
- 1971: A pap felesége (La moglie del prete)
- 1971: Ça n’arrive qu’aux autres
- 1972: A szuka (Liza)
- 1972: Micsoda? (Che?)
- 1973: L’événement le plus important depuis que l’homme a marché sur la lune
- 1973: Allonsanfan
- 1973: Mordi e fuggi
- 1973: A nagy zabálás (La grande bouffe)
- 1973: Megtorlás (Rappresaglia)
- 1973: Salut l’artiste
- 1974: Ne nyúlj a fehér nőhöz! (Touche pas à la femme blanche)
- 1975: Hármasfogat (La pupa del gangster)
- 1975: Per le antiche scale
- 1976: Todo modo (rendezte: Elio Petri) ... Don Gaetano
- 1976: Egy velencei nemesember (Culastrisce nobile veneziano)
- 1976: A vasárnapi nő (La donna della domenica)
- 1976: Divina creatura
- 1977: Mogliamante
- 1977: Egy különleges nap (Una giornata particolare)
- 1978: Le mani sporche (tévéfilm)
- 1978: Nápolyi krimi (Giallo napoletano)
- 1978: Szia, majom! (Ciao maschio)
- 1978: Doppio delitto
- 1978: Signore e signori, buonanotte
- 1978: Maradj meg ilyennek (Così come sei)
- 1978: Véres föld (Fatto di sangue fra due uomini per causa di una vedova – si sospettano moventi politici)
- 1979: Forgalmi dugó (L’Ingorgo – Una storia impossibile)
- 1980: Appunti su la città delle donne (tévés dokumentumfilm)
- 1980: A nők városa (La città delle donne)
- 1980: A terasz (La terrazza)
- 1981: Szerelmi lázálom (Fantasma d’amore)
- 1981: A bőr (La pelle)
- 1982: A postakocsi (La nuit de Varennes)
- 1982: Az ajtó mögött (Oltre la porta)
- 1983: Gabriela, Cravo e Canela
- 1983: Piera története (Storia di Piera)
- 1984: A holtak seregének tábornoka (Il generale dell’armata morte)
- 1984: IV. Henrik (Enrico IV)
- 1985: Mattia Pascal két élete (Le due vite di Mattia Pascal)
- 1985: Makaróni (Maccheroni)
- 1986: A méhész (Il volo)
- 1986: Ginger és Fred (Ginger e Fred)
- 1987: I Soliti ignoti vent’anni dopo
- 1988: Miss Arizona
- 1987: Interjú (Intervista)
- 1987: Fekete szemek (Oci ciornie)
- 1988: Piazza Navona, televíziós sorozat
- 1989: Splendor
- 1989: Hány óra? (Che ora è?)
- 1990: Mindenki jól van (Stanno tutti bene)
- 1991: Csin-csin (Cin cin)
- 1991: Estefelé (Verso sera)
- 1991: A gólya függő lépése / Gólyaállásban (To meteoro vima tou pelargou)
- 1991: A gyerekrabló (Le voleur d'enfants)
- 1992: Lestrapált emberek (Used People)
- 1993: Erről nem beszélünk (De eso no se habla)
- 1993: Ipi-apacs, egy, kettő, három (Un, deux, trois, soleil)
- 1994: Divatdiktátorok (Prêt-à-Porter)
- 1995: A che punto è la notte (tévéfilm)
- 1995: 101 éjszaka (Les cent et une nuits de Simon Cinéma)
- 1995: Túl a felhőkön (Al di là delle nuvole)
- 1996: Állítja Pereira (Sostiene Pereira)
- 1996: Három élet, egy halál (Trois vies & une seule mort)
- 1997: Utazás a világ kezdetéhez (Viagem ao princípio do Mundo)

## Fontosabb díjak és jelölések
| - 1963 jelölés Válás olasz módra (legjobb színész) - 1978 jelölés Egy különleges nap (legjobb színész) - 1988 jelölés Fekete szemek (legjobb színész) - 1963 díj Válás olasz módra (legjobb színész – musical/vígjáték kategória) - 1965 jelölés Házasság olasz módra (legjobb színész – musical/vígjáték kategória) - 1965 Henrietta-díj: a legnépszerűbb színész - 1978 jelölés Egy különleges nap (legjobb színész – dráma kategória) - 1993 jelölés Lestrapált emberek (legjobb színész – musical/vígjáték kategória) - 1964 díj Válás olasz módra (legjobb külföldi színész) - 1965 díj Tegnap, ma, holnap (legjobb külföldi színész) - 1970 díj Féltékenységi dráma (legjobb férfi alakítás díja) - 1987 díj Fekete szemek (legjobb férfi alakítás díja) - 1993 Tiszteletbeli César - 1988 Életműdíj | - 1983 Különdíj az életműért (Special David) - 1986 díj Ginger és Fred (legjobb színész) - 1988 díj Fekete szemek (legjobb színész) - 1995 díj Állítja Pereira (legjobb színész) - 1997 Különdíj (Special David) - 1955 díj A szerelem napjai (legjobb színész) - 1958 díj Fehér éjszakák (legjobb színész) - 1961 díj Édes élet (legjobb színész) - 1962 díj Válás olasz módra (legjobb színész) - 1986 díj Ginger és Fred (legjobb színész) - 1988 díj Fekete szemek (legjobb színész) - 1991 díj Estefelé (legjobb színész) - 1997 Különdíj - 1965 díj Casanova '70 (legjobb férfi alakítás) - 1989 díj Hány óra? (Volpi Kupa) - 1993 díj Ipi-apacs, egy, kettő, három (Volpi Kupa) |